# Прага-Пулноц
Прага Пулноц, или Прага Северная (пол. Praga Północ) — дзельница (район) Варшавы на восточном берегу реки Висла. Граничит с дзельницами Бялоленка, Жолибож, Таргувек, Прага Полудне и Средместье. Территория — 11,4 км2. Население — 69 510 человек.

## Административное деление
Согласно системе местных обозначений (MSI), дзельница Прага Пулноц разделена на микрорайоны Шмуловизна, Старая Прага, Новая Прага и Пельцовизна. В разговорной речи сохранилось следующее историческое разделение: Пельцовизна — Голендзинув и Сливице, Шмуловизна — Михалув, Старая Прага — Порт Прага.

## История

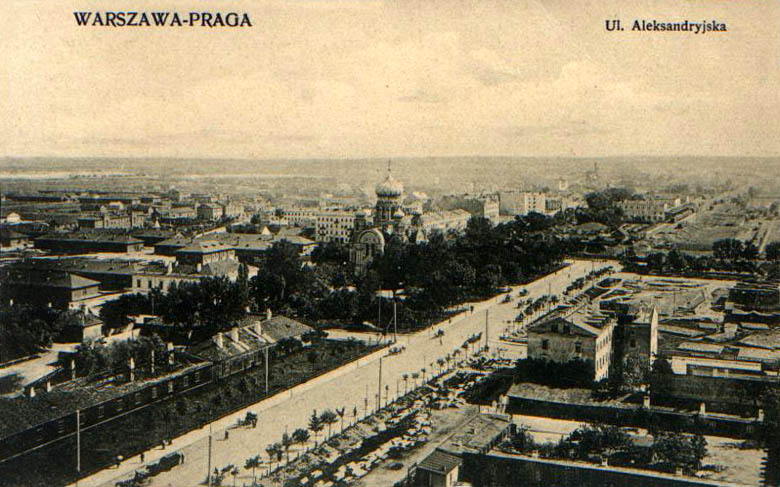
Прага в 1905 г.

Прага Пулноц является северной частью исторического района Прага, с 10 февраля 1648 года по 18 апреля 1791 года бывшего самостоятельным городом.
В 1945 году произошло разделение исторического района на две дзельницы Прага Северная и Прага Южная. В Старой Праге в 40-х годах XX века находились почти все административные учреждения столицы. В последующие десятилетия площадь района Прага Северная увеличилась в несколько раз. Она включала территории современных дзельниц Бялоленка и Таргувек, от Хощувки на севере до Утраты на востоке.
Во времена ПНР в оседле Голендзинов, расположенном в Прага-Пулноце, дислоцировались столичные подразделения Корпуса внутренней безопасности и ЗОМО.
В 1994 году 8 округов Варшавы были преобразованы в 11 гмин. Прага Северная была разделена на гмины Варшава-Бялоленка и Варшава-Таргувек, а оставшаяся часть включена в качестве дзельницы в гмину Варшава-Центр. В 2002 году город Варшава стала одной гминой, а Прага Северная была преобразована в одну из 18 её дзельниц.

## Описание

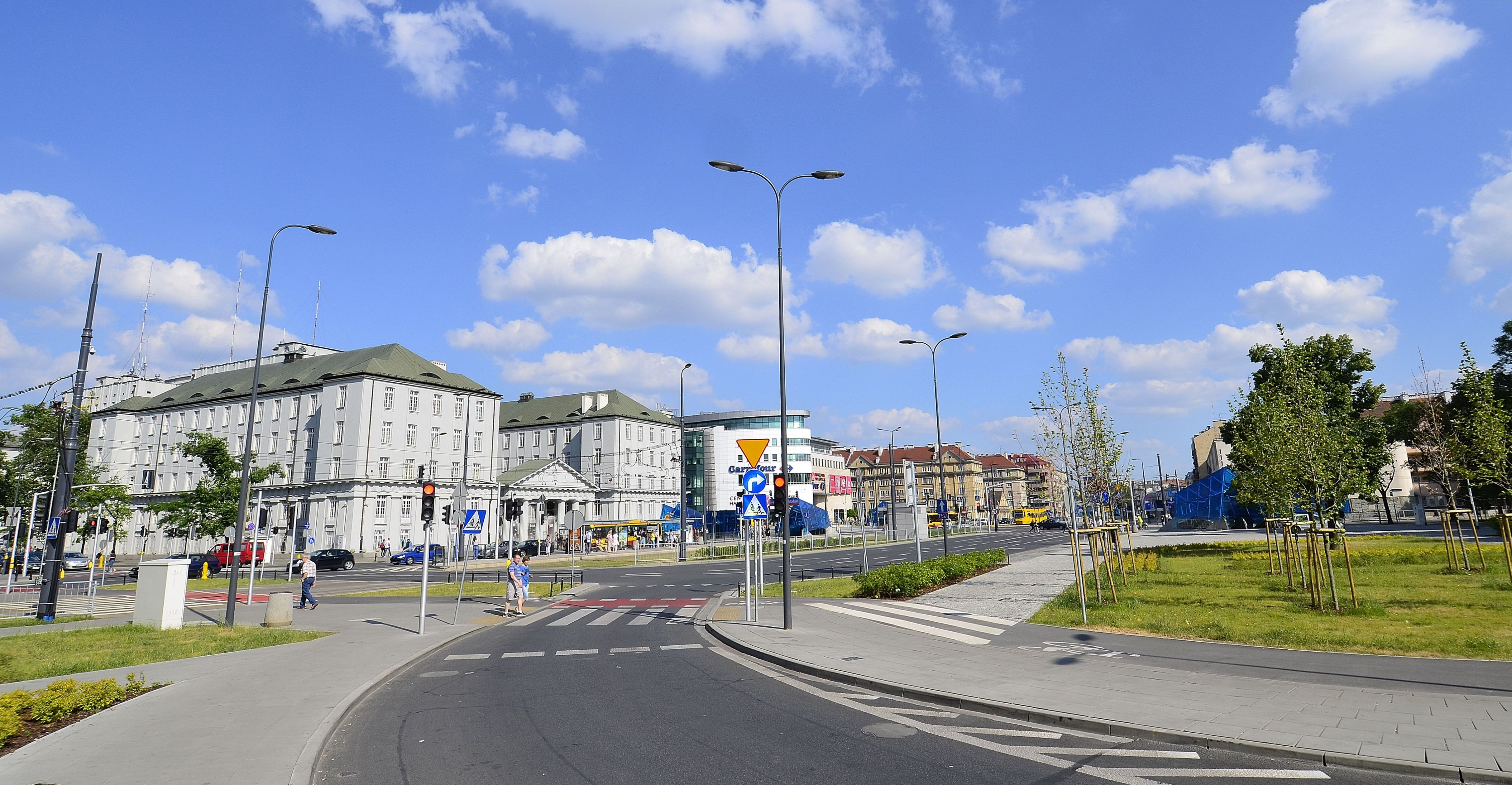
Виленская площадь

Прага Пулноц одна из немногих дзельниц Варшавы, сохранивших свой исторический облик. Значительная часть зданий была построена в конце XIX — начале XX века, особенно в период Второй Речи Посполитой.
Центром района является Виленская площадь с Виленским вокзалом и православным собором Святой Марии Магдалины. Здесь некогда находился Памятник советско-польскому братству по оружию, установленный в 1945 году и демонтированный в 2011 году. На главной магистрали района — Торговой улице сохранились исторические здания, в том числе старейший кирпичный жилой дом в Праге, преобразованный в Музей Варшавской Праги. Здесь же находится Ружицкий рынок.

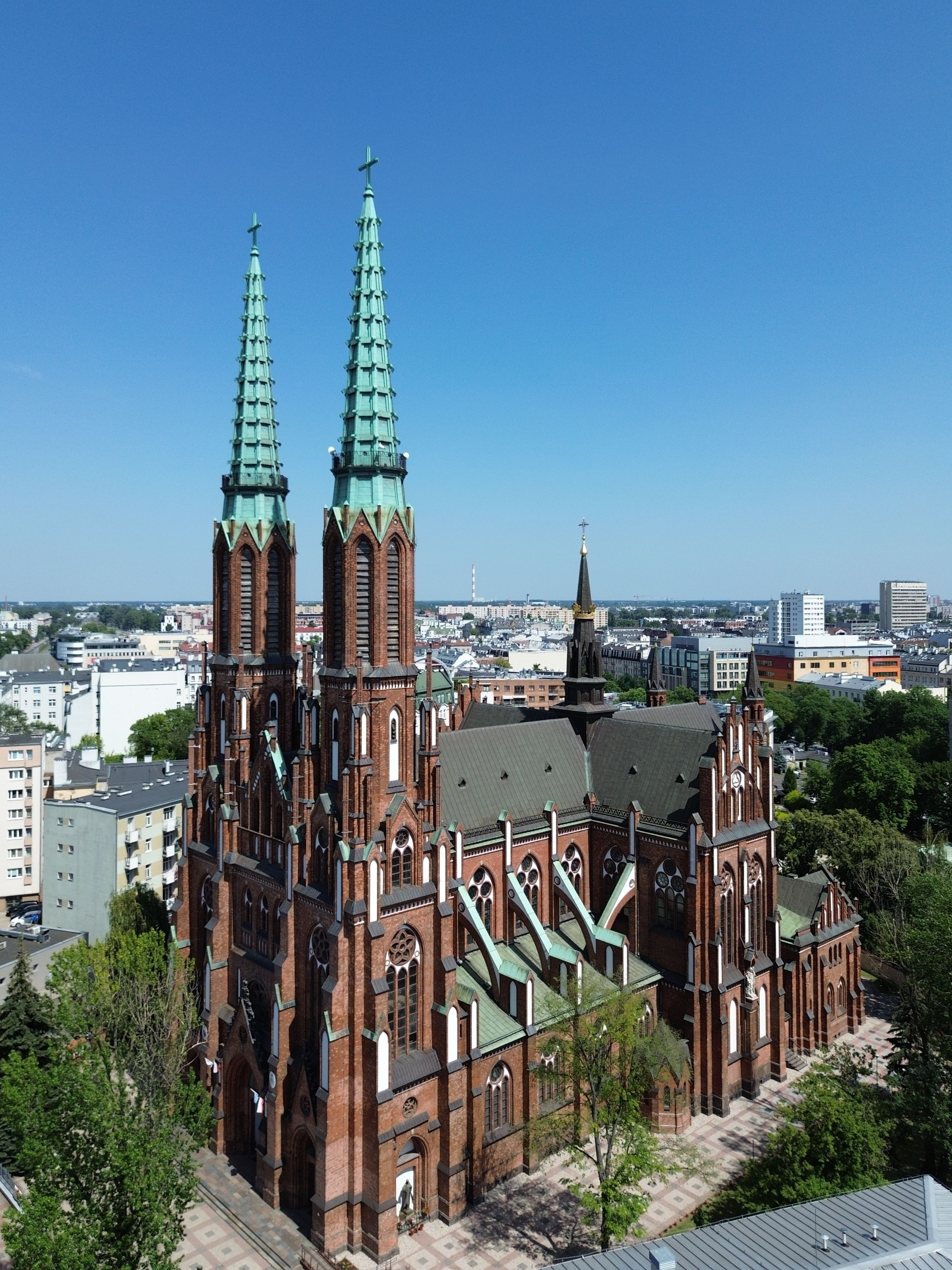
Базилика Святых Михаила и Флориана

Одной из достопримечательностей Старой Праги является базилика Святых Михаила и Флориана — собора епархии Варшавы-Праги, построенный в 1887—1904 годах в неоготическом стиле.
На восток от улицы Торговой идёт улица Зомбковская, с исторической застройкой, включающей комплекс Водочного завода «Конесер» («Гурман») в микрорайоне Шмуловизна. Далее на Кавенчиньской улице находятся монументальная базилика Святейшего Сердца Иисуса и историческое здание трамвайного депо. На улице Ядовской находится Варшавский музей хлеба.
В Новой Праге большую часть территории занимают зоопарк и Пражский парк. Оставшуюся часть района занимают здания начала XX века и здания построенные после Второй мировой войны в стиле социалистического реализма. На начало XX века большая часть этого жилого фонда в дзельнице нуждается в срочном капитальном ремонте.

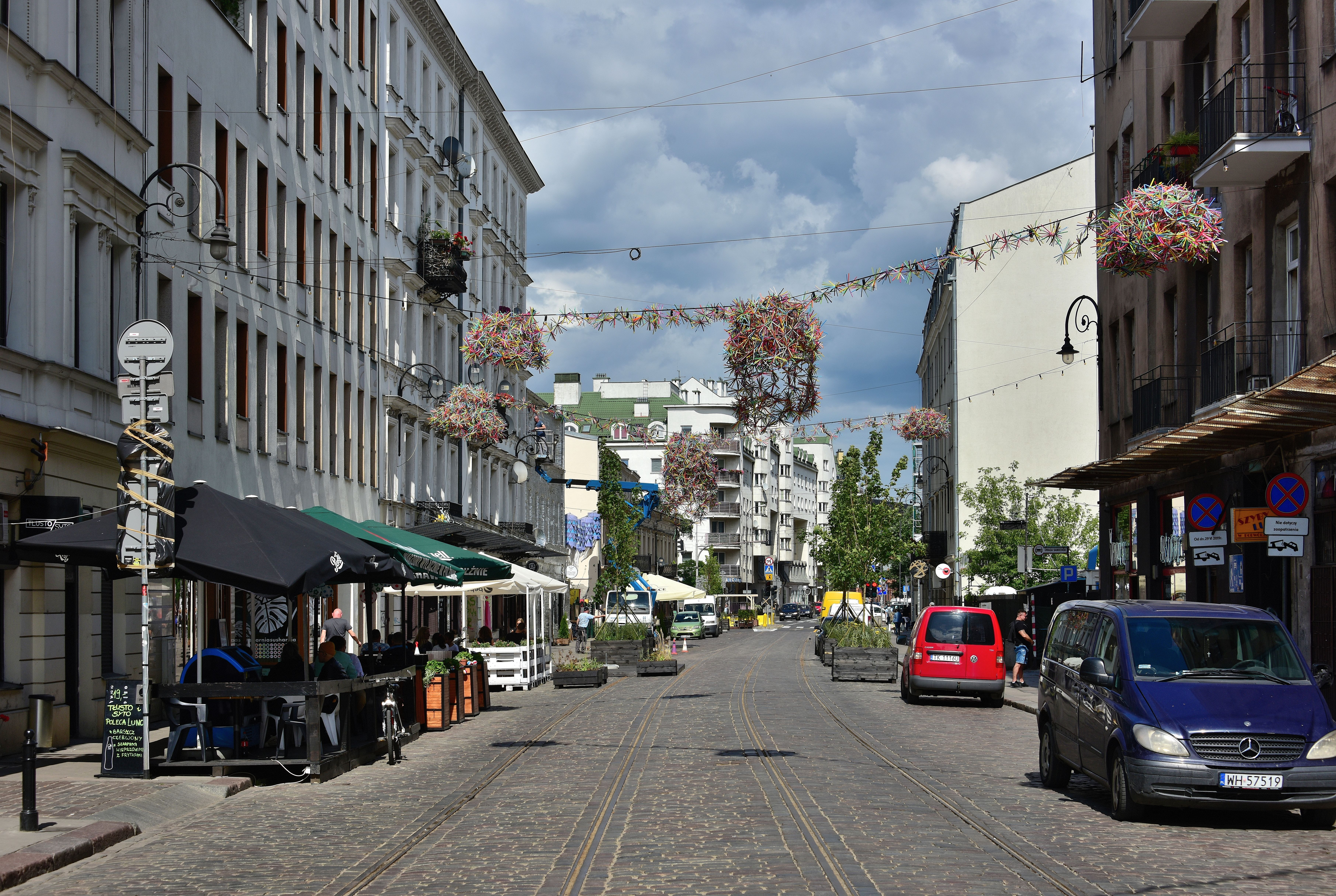
Улица Зомбковская

Коренные жители района сохраняют уникальный городской фольклор, особенные черты в одежде и декоре жилища, некоторые старожилы до сих пор говорят на варшавском диалекте польского языка. В последние годы район приобрёл популярность у творческой элиты. В Старой Праге открылись галереи, художественные центры, студии, известные столичные рестораны и развлекательные заведения. В ходе опроса, проведённого изданием «Газета Выбоча» в 2003 году, самая известная местная улица — улица Зомбковская была признана «волшебным местом».

## Транспорт
На окраине дзельницы находится вокзал Варшава-Восточная. Также здесь расположен Вильнюсский вокзал, ранее называвшийся Петербургским. У реки Висла находится речной Порт Прага. На севере района сохранился старый железнодорожный узел, построенный в послевоенный период Заводом легковых автомобилей.
В этом районе есть 3 станции линии 2 Варшавского метрополитена: Stadion Narodowy, Dworzec Wileński и Szwedzka.